# Norstjärnen (Ramsele socken, Ångermanland)
Norstjärnen är en sjö i Sollefteå kommun i Ångermanland och ingår i Ångermanälvens huvudavrinningsområde. Sjön har en area på 0,0958 kvadratkilometer och ligger 337 meter över havet.

## Delavrinningsområde
Norstjärnen ingår i det delavrinningsområde (704050-151943) som SMHI kallar för Inloppet i Stor-Rensjön. Medelhöjden är 333 meter över havet och ytan är 17,65 kvadratkilometer. Räknas de 6 avrinningsområdena uppströms in blir den ackumulerade arean 66,71 kvadratkilometer. Stor-Lungnan (Håsjöån) som avvattnar avrinningsområdet har biflödesordning 4, vilket innebär att vattnet flödar genom totalt 4 vattendrag innan det når havet efter 153 kilometer. Avrinningsområdet består mestadels av skog (78 procent). Avrinningsområdet har 0,66 kvadratkilometer vattenytor vilket ger det en sjöprocent på 3,8 procent.